# Рейдж
Рейдж е хевиметъл банда в Германия.
Тя е от вълната метъл групи, появили се в първата половина на 1980-те години. Сфромирана е от Петер Вагнер в неговата репетиционна в Херне през 1984 г. Наследник е на Avenger, чието име е сменено заради съществуваща английска група със същото име.

## Дискография
- Reign of Fear (1986)
- Execution Guaranteed (1987)
- Perfect Man (1988)
- Secrets in a Weird World (1989)
- Reflections of a Shadow (1990)
- Trapped! (1992)
- The Missing Link (1993)
- 10 Years in Rage (1994)
- Power of Metal (концертен) (1994)
- Black in Mind (1995)
- Lingua Mortis (1996)
- End of All Days (1996)
- XIII (1998)
- Ghosts (1999)
- Welcome to the Other Side (2001)
- Unity (2002)
- Soundchaser (2003)
- From the Cradle to the Stage (концертен) (2004)
- Speak of the Dead (2006)
- Full Moon in St. Petersburg (концертен) (2007)
- Carved in Stone (2008)
- Strings to a Web (2010)
- 21 (2012)

## Музиканти

### Настоящи
- Петер Вагнер – вокал, бас
- Виктор Смолски – китари
- Андре Хилгерс – барабани

### Бивши
- Алф Майераткен – китари
- Томас Грюнинг – китари
- Йохен Шрьодер – китари
- Йорг Михаел – барабани
- Руди Граф – китари
- Мани Шмид – китари
- Крис Ефтимиадис – барабани
- Ули Колер – синтезатор
- Спирос Ефтимиадис – китари
- Свен Фишер – китари
- Кристиан Волф – синтезатор
- Майк Терана – барабани